# Guanare (rijeka)
Guanare je rijeka u Venezueli. Pritoka je rijeke Portuguesa. Pripada porječju rijeke Orinoco.

## Vanjske poveznice
|  | Zajednički poslužitelj ima još gradiva o temi Guanare (rijeka) |